# بوستان طالقانی
بوستان جنگلی طالقانی یا بوستان جنگلی عباس‌آباد با نام پیشین بوستان جهان کودک و تپه‌های داوودیه یکی از بوستان‌های شهر تهران است که در منطقه ۳ شهرداری تهران در نزدیکی ایستگاه متروی شهید حقانی و بر روی تپه‌های عباس‌آباد واقع شده‌است. به‌علت قرار گرفتن آن در ارتفاع، این پارک دارای چشم‌اندازی مشرف به شهر تهران می‌باشد. قسمت جنوبی این پارک دارای طرحی حلزونی‌شکل است و از درختان بلوط ایتالیایی پوشیده شده‌است.

## تاریخچه
در گذشته قریه‌ای به نام عباس‌آباد در شمال تهران وجود داشت که غالب آن را زمین‌های کشاورزی تشکیل می‌داد و قسمتی از آن متعلق به بانک کشاورزی بود. بعدها بخشی از این زمین توسط شرکت نوسازی عباس‌آباد برابر قانون مصوبه آن زمان خریداری شد.
سپس در سال ۱۳۵۰ اجرای برنامه نوسازی آن به تصویب مجلس رسید، طرح جامع محدوده نوسازی عباس‌آباد توسط مهندس مشاور لوئیس دیویس انگلیسی تهیه شد و طرح فضای‌سبز و آبیاری این بوستان توسط مهندسین مشاور اسپانیایی تهیه و اجرای آن از اواخر سال ۱۳۵۶ آغاز و تا سال ۱۳۶۰ به انجام رسید.
این بوستان در سال ۱۳۶۱ رسماً افتتاح شد و حفظ و نگهداری آن در اواخر همان سال به سازمان پارک‌ها و فضای سبز تهران سپرده شد و ازسال ۱۳۶۹ سازمان آن را به شهرداری منطقه ۳ واگذار کرد.

## گونه‌های گیاهی
طراحی بوستان طالقانی آزاد با نظم طبیعی (استفاده از خطوط غیر منظم و ارگانیک) است و پوشش گیاهی آن شامل کاج، اقاقیا، توت سپیدار، نارون، چنار، گردو، افرا، انجیر، سرو و انواع درختچه‌ها نظیر توری و یاس زرد است. بلوط همیشه سبز نیز که یکی از گونه‌های نادر گیاهی است در این بوستان حفظ و نگهداری می‌شود.
بوستان طالقانی از طریق پل طبیعت که بر روی بزرگراه مدرس قرار دارد، به بوستان آب و آتش متصل می‌شود؛ یعنی شهروندان می‌توانند از طریق این پل بین دو بوستان به شکل پیاده تردد کنند.